# Плагиат
Плагиа́т (через нем. Рlаgiаt или фр. plagiat, от лат. plagiātus — «ограбление; похищенный») — умышленно совершаемое физическим лицом незаконное использование или распоряжение охраняемыми результатами чужого творческого труда, которое сопровождается доведением до других лиц ложных сведений о себе как о действительном авторе. Плагиат может быть нарушением авторско-правового и патентного законодательств и в качестве таковых может повлечь за собой юридическую ответственность, как гражданскую, так и в отдельных случаях даже уголовную.
Для художественных произведений понятие плагиата не имеет вполне определённого содержания, и в частных случаях не всегда возможно однозначно отделить его от сопредельных понятий: подражания, заимствования, эпигонства, соавторства и других подобных случаев сходства произведений (см. оммаж).
В научных, научно-популярных и учебных работах плагиатом является представление чужих работ или идей без корректных ссылок на цитируемую работу. Плагиат является грубым нарушением научной этики.
Плагиат выражается в публикации под своим именем чужого произведения, а также в заимствовании фрагментов чужих произведений без указания источника заимствования. Обязательный признак плагиата — присвоение авторства, так как неправомерное использование, опубликование, копирование произведения, охраняемого авторским правом, само по себе не плагиат, а другой вид нарушения авторского права, часто называемый «пиратством». «Пиратство» становится плагиатом при неправомерном использовании результатов интеллектуального труда и присвоении публикующим лицом авторства.

## История термина
В нынешнем значении в европейских языках слово «плагиат» стали употреблять в XVII веке. В римском праве plagium (букв. «похищение») обозначалась преступная продажа в рабство свободного человека, которое наказывалось бичеванием (ad plagas). В этом значении оно упоминается в романе «Человек, который смеётся» по отношению к краже ребёнка. Первоначально кража литературной собственности получила название plagium litterarium, ср. также лат. plagiātor («литературный вор»).
Русское слово «плагиат» происходит от фр. plagiat — «плагиат, подражание».

## Формы академического плагиата

### Дословное цитирование без чётких ссылок
Цитаты всегда должны быть идентифицированы как таковые, а также сопровождаться полной ссылкой на цитируемые источники. Читателю всегда должно быть ясно, какие части являются самостоятельной работой автора, и где автор опирался на чужие идеи и текст.

### Перефразирование
Перефразирование чужих работ путём изменения слов и порядка их следования при соблюдении структуры аргументации является плагиатом, если отсутствуют ссылки на работу, которая была использована.
Общей ссылки на оригинальную работу может быть недостаточно; автор должен убедиться, что не создаётся обманчивого впечатления о том, что перефразированная формулировка или последовательность идей полностью принадлежат ему.

### Вырезание и вставка из интернета без чёткого подтверждения
Информация, полученная из Интернета, должна иметь адекватные ссылки и включаться в библиографию.

### Авто-плагиат
При цитировании собственных, ранее опубликованных тезисов, автор должен дать ссылку на опубликованную работу. Повторная публикация идентичной работы, также является автоплагиатом. Следовательно, публикация ранее написанной и опубликованной работы, частично или полностью, без ссылки на первоисточник, несёт за собой ответственность за создание плагиата, которая может иметь неприятные последствия для авторских прав. Например, повторно опубликованная статья может быть удалена со всех сайтов, где она была размещена. Такие вопросы регулируются уже не законодательством, а внутренними правилами интернет-площадок.

## Выявление плагиата
Анализ плагиата или выявление плагиата — это компьютерные методы выявления плагиата.
Плагиат с появлением Интернета превратился в серьёзную проблему. Попав в Интернет, знание становится достоянием всех, соблюдать авторское право становится всё труднее, а иногда даже и невозможно. Постепенно становится сложнее идентифицировать первоначального автора.
Стремительное развитие сети Интернет наряду с увеличивающейся компьютерной грамотностью способствует проникновению плагиата в различные сферы человеческой деятельности, плагиат — острая проблема в образовании, промышленности и научном сообществе.
В настоящее время существует достаточно большое количество сервисов и программ, позволяющих каким-либо образом выявить плагиат. Существует также ряд компьютерных методов обнаружения плагиата.

## Лингвистический аспект
Плагиат (речевое воровство) — одна из единиц изучения юрислингвистики. В «Финансовом словаре» указано, что плагиат признаётся независимо от того, опубликовано чужое произведение или нет. Плагиат в тех случаях, когда причинён крупный ущерб автору, по законодательству РФ влечёт уголовную ответственность в виде штрафа, обязательных работ или ареста виновного лица (ч. 1 статья 146 УК РФ). Кроме того, предусмотрены гражданско-правовые методы защиты авторского права от плагиата в виде права автора требовать возмещения убытков или выплаты компенсации (статьи 1252, 1301 ГК РФ). Только заимствование темы или сюжета произведения либо научных идей, составляющих его содержание, без заимствования формы их выражения, не считается плагиатом.
Таким образом, необходимы чёткие критерии для того, чтобы определить, что плагиат, а что нет.
Т. И. Стексова посвятила данному вопросу статью «Дело о плагиате: опыт лингвистической экспертизы», опубликованную в сборнике «Юрислингвистика-6: Инвективное и манипулятивное функционирование языка». Автор отмечает, что в ходе лингвистической экспертизы проблему определения индивидуального авторства решали в основном, квалифицируя половую принадлежность автора. Т. И. Стексова предложила другой способ установления авторства того или иного текста: анализ модусных компонентов речевого произведения, которые чётко выявляют индивидуальные особенности конкретных языковых личностей, их языковые предпочтения. Модусная информация, содержащаяся в тексте, отражает манеру и способы изложения мыслей автора, которые характеризуют его произведения и которые нельзя изменить без целенаправленных действий, например авторского редактирования.
Т. И. Стексова определяет:
- Личностное (субъективное) отношение автора к тому, о чём он говорит, а также к тому, как выстроены его высказывания.
- Используются ли автором отсылки на неопределённых авторов и на неконкретные источники или указываются точные источники используемой информации.
- Личными или безличными конструкциями оформлена позиция автора.
- Степень категоричности (например, использование автором слов со значением долженствования).
- Особенности в использовании слов с оценочным значением.
- Стиль изложения (констатирующий, полемически-рассуждающий).
- Характерно ли для автора использование вопросительных конструкций, что ведёт к диалогизации монологического текста, или нет.

## Отношение к плагиату в разное время
Взгляды на плагиат и на то, в какой мере позволительно использование чужих произведений, менялись со временем. То, что прежде считалось вполне допустимым, в настоящее время нередко может быть признано плагиатом.
В древнем мире заимствования чужих текстов имели широкое хождение. Сочинениями своих предшественников свободно пользовались историки и географы, включая таких известных людей, как Геродот (делавший заимствования из Гекатея), Диодор Сицилийский, Плутарх. Вергилий в своём знаменитом произведении Sic vos non vobis жёстко осуждал плагиат, хотя позволял самому себе подобное, например, позаимствовав множество отдельных стихов у Энния и Лукреция, о чём писал Амвросий Феодосий Макробий в 6-й книге «Сатурналий». А александрийскому философу Латину приписывают два исследования о плагиате у Софокла и Меандра.
Открытие древней литературы в эпоху Возрождения вызвало многочисленные попытки присвоить себе произведения классиков. Бруни д’Ареццо опубликовал в 1444 году «Историю войны с готами» (итал. Della guerra contro i Goti), по поводу которой многократно утверждалось, что она списана у Прокопия Кесарийского (впрочем, Ч. Монцани утверждает, что Бруни этого заимствования и не скрывал); Никколо Перотти записывал басни Федра вперемешку с собственными. Лодовико Доменики не только выкрал из сочинения Антона Франческо Дони свой известный диалог Della stampa, но вставил в него три «инвективы», направленные против настоящего автора. Долгое время имела хождение история о том, как Пьетро Альчонио уничтожил единственную рукопись трактата Цицерона «О славе» после того, как поместил лучшие места из него в своём трактате «Об изгнании» (лат. Medices legatus, sive De exsilio; 1522), лишь спустя 250 лет Дж. Тирабоски в первом томе своей фундаментальной «Истории итальянской литературы» (1772) показал, что это утверждение, восходящее к Паоло Мануцио, не имеет под собой оснований.
В XVII веке во Франции были даже своеобразные теоретики плагиата, такие как Ла Мот Ле Вайе, заявлявший, что «заимствовать у древних — всё равно, что сделать морской набег, но обирать современников — всё равно, что разбойничать на большой дороге», и Жан Ришсурс, который в своей оригинальной «Академии ораторов» и в руководстве Masque des orateurs ou Manière de déguiser toutes sortes de compositions, lettres, sermons etc. среди прочих средств компенсации недостатка творческих способностей указывал и «плагиаризм», заключающийся в последовательной замене всех выражений украденной фразы их синонимами. Крупнейшие писатели этой эпохи не видели ничего плохого в заимствованиях. Мольер, перенёсший в «Проделки Скапена» почти дословно целую сцену из Сирано де Бержерака, отвечал на упреки знаменитой фразой: «Я беру своё добро всюду, где его нахожу» (фр. «Je prends mon bien où je le trouve»). Несколько ранее Шекспир о сцене, целиком взятой им у другого, заметил: «Это девка, которую я нашёл в грязи и ввёл в высший свет». Известно, что Шекспир брал у других не только сцены, но и множество отдельных стихов.
В XVIII веке парижский священник Жозеф Барр (1692—1764) выдал отрывок в 200 страниц из «Истории Карла XII» Вольтера за часть своей многотомной «Истории Германии» (1748). Но и сам Вольтер позволял себе делать мелкие заимствования. В плагиате обвиняли Жан-Жака Руссо, но сходство между его трактатом «Об общественном договоре» и книгой Ульрика Губера De jure civitatis не идёт далее совпадения некоторых мыслей. В 1812 году был обнаружен один из самых бессовестных плагиатов, когда изданный известным ориенталистом Луи Матьё Лангле под видом собственной работы французский перевод «Путешествия Абдул-Риззака» в действительности оказался отрывком из старого перевода Антуана Галлана: Лангле уничтожил тетрадь с оригинальным переводом Галлана, не зная о том, что существует её копия.
В XIX веке обвинения в плагиате не раз звучали в адрес выдающихся писателей; не избежали их Мюссе, Золя, Доде. В 1891 году вышла целая книга, обличающая в плагиате Лессинга. Более основательны были обвинения в плагиате, направленные против Эдмона Абу, Викторьена Сарду и особенно Дюма-отца, который заимствовал громадные отрывки не только у неизвестных писателей, но и у Шиллера, Вальтера Скотта, Шатобриана.
В XX веке наиболее громкой проблемой, связанной с плагиатом, стал вопрос об авторстве произведений М. А. Шолохова: в первую очередь это касалось романа «Тихий Дон», который, по мнению ряда исследователей и публицистов, полностью или частично был заимствован у кого-то из более ранних авторов (назывались имена Фёдора Крюкова, В. А. Краснушкина, Ив. Родионова и других).
В XXI веке отношение к плагиату в литературном творчестве и другом искусстве стало более неоднозначным. В частности, современные русские литераторы Дмитрий Кузьмин и Александр Скидан указывают на то, что само понятие авторства сопряжено с рядом проблем и парадоксов, и те или иные элементы текста могут попадать в другие тексты по самым разным причинам, многие из которых непредосудительны.

## Современная юридическая практика
Принятие законов об охране авторского права превратило проблему плагиата из чисто искусствоведческой в юридическую и коммерческую. В настоящее время практически во всех государствах действуют законы, запрещающие присвоение авторских прав. Нарушение этих законов может приводить к серьёзным санкциям, вплоть до тюремного заключения.
С одной стороны, законодательная защита авторских прав на результаты творчества позволила отстаивать интересы авторов произведений, пострадавших от плагиата. С другой, как и любые правовые ограничения, законодательство об охране авторских прав может быть применено как средство некорректной конкуренции. Вышеупомянутая расплывчатость понятия плагиата приводит к тому, что суды, рассматривая дела о плагиате, за исключением совершенно очевидных случаев, не могут самостоятельно принимать решения о наличии в том или ином произведении плагиата. Признание произведения плагиатом производится на основании заключения экспертов, которые далеко не всегда беспристрастны. Так, при рассмотрении спора о плагиате между отдельным автором и крупным издательством у одиночки практически нет шансов, богатое издательство всегда может нанять команду экспертов, которые будут утверждать, что плагиат имеется или, наоборот, отсутствует, в зависимости от того, кто кого в нём обвиняет.
Наиболее свежий пример судебного разбирательства о плагиате — Нарушение авторских прав писательницы Чжуан Юй писателем Го Цзинмином в Китае.
В юридической практике есть и такое понятие, как непреднамеренный (подсознательный) плагиат. В таком плагиате был признан виновным Джордж Харрисон, который случайно использовал в песне My Sweet Lord мелодию, совпадающую с песней He’s So Fine группы The Chiffons и вынужден был выкупить на неё права.
18 ноября 2005 года бельгийский суд постановил, что основная тема песни Мадонны Frozen была украдена из песни Ma vie fout le camp (англ. «My Life’s Getting Nowhere»), сочинённой Сальваторе Акавивой (Salvatore Acquaviva). Суд обязал отчислять деньги с продаж дисков и запретил дальнейшее проигрывания песни на бельгийском телевидении и радио. Также судья предписал компаниям Warner Music Group, EMI и Sony распространить решение суда в течение 15-и дней под угрозой штрафа в 125 тысяч евро.
В 2015 году отмечалось, что судебные решения российского гражданского законодательства в области авторского права носят хаотичный характер, в том числе как в связи с небольшим количеством дел, так и с длительным отсутствием специализированного суда. В связи с этим по данному вопросу не удалось сформулировать единых критериев оценки правомерного использования произведений без согласия автора и без выплаты вознаграждения, а сам вопрос ограничения прав авторов чаще обсуждается в СМИ, чем в зале судебных заседаний Суда по интеллектуальным правам.

## Плагиат и некорректные заимствования в произведениях науки и образования (юридический аспект)

### Степень оригинальности
При рассмотрении вопроса о степени оригинальности произведений науки (диссертаций, научных статей, монографий) и образования (учебников и учебных пособий) надлежит исходить из того, что согласно положениям гражданского законодательства Российской Федерации пока не доказано иное, автором произведения (обладателем исключительного права на произведение) считается лицо, указанное в качестве такового на экземпляре произведения. Необходимость исследования иных доказательств возникает лишь в случаях, когда авторство лица на произведение науки оспаривается в установленном законом порядке — в суде или в исполнительном органе государственной власти специальной компетенции.

### Неправомерные заимствования
Под неправомерными заимствованиями в научной и образовательной сфере понимается нарушение личных неимущественных прав автора (авторских прав) путём присвоения авторства на произведение (или части произведения) науки или образования, выразившееся в неправомерном, то есть необоснованном целями цитирования, не оформленного в соответствии с установленными правилами цитирования, заимствовании чужого текста (части текста) без указания (ссылки) на истинного автора и источник заимствования. С фактической точки зрения неправомерные заимствования осуществляются в двух формах:
1. дословного присвоения авторства чужого текста;
2. присвоения чужого текста с применением стилистического приема парафразы, то есть с заменой слов и выражений на близкие по смыслу (синонимы) без изменения содержания заимствованного текста.

Не существует и не может существовать никаких пороговых значений (выраженных в процентном отношении, например, выявленных при помощи программы антиплагиат, либо любым иным образом), в рамках которых наличие или отсутствие неправомерных заимствований в произведении науки или образования является (являлось бы) допустимым. Нарушение либо есть, либо его нет. Поэтому решение вопроса о наличии или отсутствии в каком-либо тексте неправомерного заимствования требует специальной экспертной оценки компетентных государственных органов и иным образом осуществляться не может.

### Плагиат и неправомерное заимствование
В зависимости от степени тяжести деяния и общественной опасности закон разделяет:
1. присвоение авторства в форме плагиата — уголовное преступление, предусмотренное статьёй 146 Уголовного кодекса РФ. Плагиат имеет место только при наличие одновременно как минимум в двух обстоятельств:
- а) присвоение авторства (неправомерное использование чужого текста или его части) как деяние причинило имущественный ущерб автору или иному правообладателю;
- б) юридический факт наличия плагиата (само нарушение и наличие ущерба) установлен вступившим в законную силу приговором суда.

2. присвоение авторства в форме иных неправомерных заимствований в произведениях науки (в диссертациях, научных статьях), когда это деяние не причинило имущественного ущерба автору или иному правообладателю.
Юридический факт таких иных неправомерных заимствований в произведениях науки подтверждается вступившим в законную силу решением (приказом) Министерства науки и высшего образования РФ о лишении соответствующего лица ученой степени кандидата (доктора) наук в порядке, предусмотренном разделом VI («Лишение ученых степеней») Положения о присуждении ученых степеней.

### Публичные утверждения о плагиате
Публичные утверждения о наличие в произведении науки или образования неправомерных заимствований (присвоения авторства в форме плагиата или иных неправомерных заимствований в произведениях науки) имеют под собой юридическую основу только при наличии вступившего в законную силу соответствующего обвинительного решения (приговора) суда по уголовному делу о плагиате или решения (приказа) Министерства науки и высшего образования РФ о лишении соответствующего лица учёной степени.
При отсутствии соответствующего обвинительного решения (приговора) суда по уголовному делу о плагиате или решения (приказа) министерства указанные выше публичные утверждения незаконны (не основаны на праве) и следовательно недопустимы.
Лицо, в отношении которого было допущено соответствующее публичное обвинение (а при отсутствии приговора суда и (или) решения (приказа) министерства — это распространение заведомо ложных сведений) вправе обратиться за судебной защитой своих прав от распространения заведомо ложных сведений, порочащих честь и достоинство лица или подрывающих его репутацию.

## Плагиат в научно-популярной литературе
Плагиат в научно-популярной литературе тоже встречается, но он труднее доказуем, чем в художественной, так как фразу вроде «Волга впадает в Каспийское море» трудно сформулировать по-другому. В результате в РФ нет ни одного прецедента (по состоянию на октябрь 2012) судебного преследования за плагиат в научно-популярной литературе, а само явление заимствования приобрело анекдотичные формы при смешении заимствований из энциклопедии Южакова 1896 года и БСЭ 1926 года:

«Татевский монастырь» — расположен в селе Татев. По сегодняшний день является крупным культурным центром с университетом, скрипторием и библиотекой. Упразднён в 1917 г.